# Промозапис
Промозапис (скор. промо; інколи називається радіо-сингл) — рекламні аудіо- або відеозаписи, які поширюються безплатно, як правило, з метою просування запису, який є або скоро буде в продажу. Промозаписи зазвичай заздалегідь відсилаються на радіостанції і телебачення, продюсерам, музичним журналістам і критикам (щоб їх рецензії з'явилися вчасно) і диджеям. Промо часто поширюються в простій упаковці, без тексту або фотографій, які з'являються на комерційній версії. Зазвичай промо відзначений наступним текстом: «Ліцензія тільки для використання в рекламних цілях. Продаж заборонено». Промо виробляються в малій кількості, вони іноді вважаються цінними колекційними предметами. Вони ніколи не призначалися для продажу в музичних магазинах.